# Eudorylas cornutus
Eudorylas cornutus är en tvåvingeart som beskrevs av José Albertino Rafael 1996. Eudorylas cornutus ingår i släktet Eudorylas och familjen ögonflugor.
Artens utbredningsområde är Dominikanska republiken. Inga underarter finns listade i Catalogue of Life.